# Verisign
VeriSign, Inc. (NASDAQ: VRSN
) és una important empresa, la qual proporciona diversos serveis d'infraestructura per a les xarxes de telecomunicacions, més específicament Internet. En particular, VeriSign gestiona les bases de dades que determinen la interpretació de les adreces d'Internet pel que fa als dominis .com et .net.
També està constituïda com una autoritat de certificació (CA) a nivell d'internet. Els esquemes de comunicació segura actuals (SSL - HTTPS) requereixen que existeixi un àrbitre que reguli i certifiqui totes les identitats digitals. Per tal d'obtenir un certificat digital per tal d'oferir connexions encriptades, tals que els navegadors ens considerin com a fonts de confiança, cal passar les verificacions de l'entitat certificadora i abonar una certa quantitat econòmica. És aquesta també, doncs, la tasca principal de VeriSign.

## Un sistema controvertit

### Principi del dispositiu
El 16 de setembre de 2003, VeriSign va posar en marxa un dispositiu que redirigia cap als seus sistemes totes les peticions dels dominis d'internet .com i .net inexistents. A causa de la pressió de l'Icann, aquest dispositiu va ser desactivat el 3 d'octobre del mateix any.
Amb aquest sistema, cada vegada que un usuari s'equivocava a l'escriure l'adreça d'una pàgina acabada amb .net o .com, hi havia una gran probabilitat d'acabar arribant al portal de Verisign en comptes de rebre un missatge d'error. VeriSign mostrava un formulari de recerca del lloc.
Igualment, quan un usuari enviava un correu electrònic a un domini .com o .net inexistent, és igualment cap a VeriSign que l'ordinador intentava enviar el missatge. Se suposa que el dispositiu enviava un missatge d'error, de manera que el cos del missatge fos enviat.

### Conseqüències del dispositiu
- Un important tràfic suplementari i inútil cap a la pàgina de VeriSign
  - Això implica un consum de l'amplada de banda i comporta una pèrdua de temps.
- Equivocar-se contribueix a l'enriquiment de VeriSign, gràcies als ingressos generats per la seva pàgina de cerca per internet.
- Els servidors SMTP no podien verificar si el domini del remitent existia realment, ja que el sistema wildcard DNS feia que hi hagués sempre una respopsta sistemàtica a tota petició DNS.